# Masakr v McDonald's v San Ysidro
Masakr v McDonald's v San Ysidro se odehrál 18. července 1984 na předměstí San Diega. Jedenačtyřicetiletý James Huberty zde svou střelbou zabil 21 lidí (včetně jedné těhotné ženy) a dalších 19 zranil, než byl po 77 minutách zabit policejním odstřelovačem. Věk obětí se pohyboval od osmi měsíců do 74 let. Ve své době šlo o nejkrvavější případ masové vraždy v USA. Tato událost měla kromě ztráty nevinných životů obrovské dopady na mentální zdraví přeživších i zasahujících policistů.

## Průběh

### Předchozí dny
Pachatel James Huberty se 15. července 1984 svěřil své manželce, že má psychický problém. O dva dny později zavolal na kliniku duševního zdraví, kde požádal o termín sezení. Recepční si na něj vzal kontaktní údaje, a protože v něm Huberty nezanechal dojem, že by se jednalo o naléhavý problém, navíc mu Huberty potvrdil, že dosud nebyl nikdy hospitalizovaný, označil hovor jako nekrizový, tudíž měl být vyřízen do 48 hodin. Následujícího dne, 18. července 1984, se odpoledne Huberty šel rozloučit se svojí ženou Etnou, které údajně řekl, že jde lovit lidi. „Společnost už jednu šanci měla, jdu na lov, na lov lidí!“

### Střelba
Jel asi dvě stě metrů od svého bytu k nejbližšímu rychlému občerstvení McDonald's, které se nacházelo ve čtvrti San Ysidro v San Diegu v Kalifornii. Vstoupil do restaurace namířil brokovnici na 16letého zaměstnance jménem John Arnold, když však stiskl spoušť, nic se nestalo. Po prohlídce zaseklé zbraně nejprve vystřelil jednou do stropu, načež jednou ranou zastřelil vedoucí provozovny Nevu Caine, poté brokovnicí zranil Arnolda a zakřičel komentář ve smyslu: „Všichni k zemi.“ Dále měl křičet: „Ve Vietnamu jsem zabil tisíce lidí a chci jich zabít ještě víc!“ Podle záznamů však v armádě nikdy nesloužil.  Jeden ze zákazníků, 25letý Victor Rivera, se snažil Hubertyho přesvědčit, aby už na nikoho dalšího nestřílel. V odpovědi mu Huberty zasadil 14 střelných ran a opakovaně křičel “drž hubu”, zatímco Rivera křičel bolestí. 
Zatímco se zaměstnanci a zákazníci snažili schovat pod stoly a obslužnými boxy, Huberty obrátil svou pozornost k šesti ženám a dětem, které se k sobě choulily. Nejprve jediným výstřelem do hrudi zabil 19letou Maríu Colmenero-Silvu, poté smrtelně postřelil devítiletou Claudii Pérez do břicha, tváře, stehna, kyčle, nohy, hrudníku, zad, podpaží. Dále pak zranil Claudiinu 15letou sestru Imeldu  a z brokovnice vystřelil na 11letou Auroru Peñu. Peña - zpočátku zraněná na noze - byla chráněna její těhotnou tetou, 18letou Jackie Reyesovou. Do té Huberty vypálil 48 střel. Osmiměsíčního Carlos Reyes vedle těla jeho matky zabil jedinou střelou z pistole doprostřed zad.
Huberty poté zastřelil 62letého kamionistu jménem Laurence Versluis, než se zaměřil na rodinu sedící poblíž hřiště v restauraci, která se svými těly snažila chránit jejich syna a jeho kamaráda pod stoly. Jednatřicetiletá Blythe Herrera chránila svého 11letého syna Mataa, stejně jako její manžel Ronald chránil Mataova přítele, dvanáctiletého Keitha Thomase. Ronald Herrera naléhal na Thomase, aby se nehýbal, a chránil chlapce svým tělem. Thomas byl postřelen do ramene, paže, zápěstí a levého lokte, ale nebyl vážně zraněn; Ronald Herrera byl střelen šestkrát do žaludku, hrudníku, paže, kyčle, ramene a hlavy, ale přežil; jeho manželka Blythe a syn Matao byli oba zabiti četnými výstřely do hlavy. 
Nedaleko se tři ženy pokusily schovat pod stolem. Čtyřiadvacetiletá Guadalupe del Rio ležela u zdi; chránili ji její přátelé, 25letá Gloria Ramírez a 31letá Arisdelsi Vargas. Del Rio byla několikrát zasažena, ale nebyl vážně zraněna, Ramírez vyvázla nezraněna, zatímco Vargas dostala jedinou střelnou ránu do zátylku. Následující den na následky zranění zemřela, šlo o jedinou smrtelně zraněnou osobu, která žila dost dlouho na to, aby se dostala do nemocnice. U vedlejšího stolu zabil Huberty 45letého bankéře Huga Velázqueze Vasqueze jediným výstřelem do hrudi. 
V přibližně 16:05 se manželé Félixovi přiblížili k jednomu pultů v restauraci. Huberty na ně několikrát vystřelil, zasáhl oba manžele i jejich čtyřměsíční dceru, ale všichni přežili. Krátce poté tři jedenáctiletí chlapci přijeli na kolech na parkoviště, aby si koupili zmrzlinu. Huberty na ně vypálil, Joshua Coleman byl kriticky zraněn ale přežil, jeho přátelé Omarr Alonso Hernandez a David Flores Delgado zemřeli na místě. Pak si Huberty si všiml staršího páru, 74letého Miguela Victorie Ulloa a 69leté Aidy Velázquez Victoria, jdoucích k vchodu. Zastřelil Aidu a zranil Miguela. 

### Policejní reakce
První telefonát na tísňovou linku byl proveden krátce po 16:00, kdy dispečer omylem poslal reagující policisty na jinou restauraci McDonald's, což o několik minut zpozdilo uzavření okolí.  Cirka deset minut po prvním telefonátu dorazili policisté na správnou adresu. Prvním na místě byl důstojník Miguel Rosario, který rychle identifikoval místo dění a informace o střelci byly poslány do policejního oddělení v San Diegu. Huberty však začal střílet na jeho auto.
Policisté rychle uzavřeli oblast kolem restaurace, zahrnující šest bloků od místa střelby. Následně zřídili policejní stanoviště dvě bloky od restaurace a umístili 175 policistů na strategická místa. V průběhu následující hodiny se k nim připojilo několik členů SWAT týmu, kteří také obsadili pozice kolem restaurace.
Protože Huberty střílel rychle a střídal mezi různými zbraněmi, policie nebyla zpočátku jistá, kolik osob je uvnitř restaurace. Navíc kvůli střelbě byla většina oken restaurace rozbita, vlivem čehož nebylo dobře vidět dovnitř. Původně měli policisté obavy, že střelec nebo střelci mohou držet rukojmí. Jedna osoba, která z restaurace uprchla, však informovala policii, že v restauraci je pouze jeden střelec a nemá žádné rukojmí. V 17:05 všichni reagující policisté dostali povolení střelce zabít, pokud se jim dostane na mušku.
Několik svědků později uvedlo, že viděli Hubertyho jít ke servisnímu pultu, nastavit přenosné rádio a zřejmě hledat zprávy o svém střílejícím tažení, než si vybral hudební stanici a střílel na lidi, zatímco tancoval k hudbě. Krátce poté Huberty prohledal kuchyňskou část a objevil šest zaměstnanců. Jedna z ženských zaměstnankyň zakřičela ve španělštině: "Nezabijte mě!" a Huberty začal střílet, zabijíc 21letou Paulinu López, 19letou Elsu Borboa-Fierro a 18letou Margaritu Padillu a těžce zranil 17letého Alberta Leose. O něco později byla Margarita Padilla zastřelena, ale Wendy Flanagan a několik dalších zaměstnanců a zákazníků se skryli v suterénní místnosti. Leos se k nim připojil, když se tam plazil po tom, co byl zasažen pětkrát.
Huberty pak zasáhl hasičský vůz, když se dostal do dostřelu a střelami zasáhl jednoho z pasažérů. Slyšíc zraněného teenagera Jose Péreze, Huberty ho střelil do hlavy. Pérez zemřel vedle svého přítele a souseda, 22leté Glory González, a mladé ženy jménem Michelle Carncross. Aurora Peña byla svědkem toho, jak Huberty hodil pytli s hranolky na ni a poté jí vystřelil do paže, krku a čelisti.
Konec incidentu přišel ve 17:17, kdy Huberty opustil pult a přibližoval se k východu. To poskytlo střelci SWAT jménem Charles Foster příležitost. Foster vystřelil jednu kulku z vzdálenosti asi 32 metrů a zasáhl Hubertyho do hrudi, což způsobilo smrtelné zranění. Střela prošla hrudí, rozervala srdce a vyšla z těla skrz páteř, Huberty padl před pult a byl téměř okamžitě mrtev.
Tímto byla střelba ukončena. Celá událost trvala 77 minut, během kterých Huberty vystřelil alespoň 257 ran, zabil 20 lidí a zranil mnoho dalších. Sedmnáct obětí zemřelo uvnitř restaurace a čtyři poblíž. Pouze 10 osob uvnitř restaurace zůstalo nezraněno. Někteří zranění se snažili zastavit krvácení svých i svých společníků, ale většinou neúspěšně. Oběti byly převážně mexického nebo mexicko-amerického původu, což odráželo místní demografii.